# MCM4
Faktor licenciranja DNK replikacije MCM4 je protein koji je kod ljudi kodiran MCM4 genom.
Protein kodiran ovim genom je jedan od visoko konzerviranjih proteina održavanja mini-hromozoma (MCM) koji učestvuju u inicijaciji replikacije eukariotskog genoma. Heksamerni proteinski kompleks formiran od MCM proteina je ključna komponenta prereplikacionog kompleksa (pre-RC). On učestuje u formiranju replikacionih viljuški i regrutaciji drugih srodnih proteina replikacije DNK. Ovaj protein formira kompleks sa MCM2, 6, i 7, i pokazano je da reguliše helikaznu aktivnost kompleksa. Smatra se da deluje kao enzim odvijanja DNK. Fosforilacija ovog proteina posredstvom CDC2 kinaze redukuje DNK helikaznu aktivnost i hromatinsko vezivanje MCM kompleksa. Ovaj gen je mapiran na region hromozoma 8 pored PRKDC/DNA-PK, DNK-aktivirane proteinske kinaze koja učestvuje u popravci prekida dvolančane DNK. Alternativno splajsovane transkriptne varijante kodiraju isti protein.

## Interakcije
MCM4 formira interakcije sa ORC1L, ORC2L, replikacionim proteinom A1, ORC4L, ORC5L, ORC3L, MCM6, MCM7, MCM2, CDC7 and ORC6L.

## Literatura
- Hu B; Burkhart R; Schulte D;  . (1994). „The P1 family: a new class of nuclear mammalian proteins related to the yeast Mcm replication proteins”. Nucleic Acids Res. 21 (23): 5289—93. PMC 310560 . PMID 8265339. doi:10.1093/nar/21.23.5289-a.
- Schulte D; Richter A; Burkhart R;  . (1996). „Properties of the human nuclear protein p85Mcm. Expression, nuclear localization and interaction with other Mcm proteins”. Eur. J. Biochem. 235 (1–2): 144—51. PMID 8631321. doi:10.1111/j.1432-1033.1996.00144.x.
- Ishimi Y; Ichinose S; Omori A;  . (1996). „Binding of human minichromosome maintenance proteins with histone H3”. J. Biol. Chem. 271 (39): 24115—22. PMID 8798650. doi:10.1074/jbc.271.39.24115.
- Ladenburger EM, Fackelmayer FO, Hameister H, Knippers R (1997). „MCM4 and PRKDC, human genes encoding proteins MCM4 and DNA-PKcs, are close neighbours located on chromosome 8q12→q13”. Cytogenet. Cell Genet. 77 (3–4): 268—70. PMID 9284934. doi:10.1159/000134594.
- Ishimi Y (1997). „A DNA helicase activity is associated with an MCM4, -6, and -7 protein complex”. J. Biol. Chem. 272 (39): 24508—13. PMID 9305914. doi:10.1074/jbc.272.39.24508.
- Connelly MA, Zhang H, Kieleczawa J, Anderson CW (1998). „The promoters for human DNA-PKcs (PRKDC) and MCM4: divergently transcribed genes located at chromosome 8 band q11”. Genomics. 47 (1): 71—83. PMID 9465298. doi:10.1006/geno.1997.5076.
- Fujita M; Yamada C; Tsurumi T;  . (1998). „Cell cycle- and chromatin binding state-dependent phosphorylation of human MCM heterohexameric complexes. A role for cdc2 kinase”. J. Biol. Chem. 273 (27): 17095—101. PMID 9642275. doi:10.1074/jbc.273.27.17095.
- You Z, Komamura Y, Ishimi Y (2000). „Biochemical Analysis of the Intrinsic Mcm4-Mcm6-Mcm7 DNA Helicase Activity”. Mol. Cell. Biol. 19 (12): 8003—15. PMC 84885 . PMID 10567526.
- Ishimi Y; Komamura-Kohno Y; You Z;  . (2000). „Inhibition of Mcm4,6,7 helicase activity by phosphorylation with cyclin A/Cdk2”. J. Biol. Chem. 275 (21): 16235—41. PMID 10748114. doi:10.1074/jbc.M909040199.
- Izumi M; Yanagi K; Mizuno T;  . (2001). „The human homolog of Saccharomyces cerevisiae Mcm10 interacts with replication factors and dissociates from nuclease-resistant nuclear structures in G2 phase”. Nucleic Acids Res. 28 (23): 4769—77. PMC 115166 . PMID 11095689. doi:10.1093/nar/28.23.4769.
- Lee JK, Hurwitz J (2001). „Processive DNA helicase activity of the minichromosome maintenance proteins 4, 6, and 7 complex requires forked DNA structures”. Proc. Natl. Acad. Sci. U.S.A. 98 (1): 54—9. PMC 14543 . PMID 11136247. doi:10.1073/pnas.98.1.54.
- Ishimi Y, Komamura-Kohno Y (2001). „Phosphorylation of Mcm4 at specific sites by cyclin-dependent kinase leads to loss of Mcm4,6,7 helicase activity”. J. Biol. Chem. 276 (37): 34428—33. PMID 11454864. doi:10.1074/jbc.M104480200.
- You Z, Ishimi Y, Masai H, Hanaoka F (2003). „Roles of Mcm7 and Mcm4 subunits in the DNA helicase activity of the mouse Mcm4/6/7 complex”. J. Biol. Chem. 277 (45): 42471—9. PMID 12207017. doi:10.1074/jbc.M205769200.
- Strausberg RL; Feingold EA; Grouse LH;  . (2003). „Generation and initial analysis of more than 15,000 full-length human and mouse cDNA sequences”. Proc. Natl. Acad. Sci. U.S.A. 99 (26): 16899—903. PMC 139241 . PMID 12477932. doi:10.1073/pnas.242603899.
- Kneissl M, Pütter V, Szalay AA, Grummt F (2003). „Interaction and assembly of murine pre-replicative complex proteins in yeast and mouse cells”. J. Mol. Biol. 327 (1): 111—28. PMID 12614612. doi:10.1016/S0022-2836(03)00079-2.
- Yabuta N; Kajimura N; Mayanagi K;  . (2004). „Mammalian Mcm2/4/6/7 complex forms a toroidal structure”. Genes Cells. 8 (5): 413—21. PMID 12694531. doi:10.1046/j.1365-2443.2003.00645.x.
- Ishimi Y; Komamura-Kohno Y; Kwon HJ;  . (2003). „Identification of MCM4 as a target of the DNA replication block checkpoint system”. J. Biol. Chem. 278 (27): 24644—50. PMID 12714602. doi:10.1074/jbc.M213252200.
- Johnson EM, Kinoshita Y, Daniel DC (2003). „A new member of the MCM protein family encoded by the human MCM8 gene, located contrapodal to GCD10 at chromosome band 20p12.3–13”. Nucleic Acids Res. 31 (11): 2915—25. PMC 156728 . PMID 12771218. doi:10.1093/nar/gkg395.
- Ota T; Suzuki Y; Nishikawa T;  . (2004). „Complete sequencing and characterization of 21,243 full-length human cDNAs”. Nat. Genet. 36 (1): 40—5. PMID 14702039. doi:10.1038/ng1285.